# Mickie James
Mickie Laree James-Aldis (* 31. srpna 1979 Richmond, Virginie) více známá jen jako Mickie James, je americká profesionální wrestlerka a country zpěvačka. V současné době pracuje pro americkou společnost Ohio Valley Wrestling. Nejvíce je známá pro své působení ve WWE.
Nejvíce známá je pro svoje působení ve World Wrestling Entertainment. Mickie začala svoji kariéru v roce 1999 jako manažerka v nezávislém okruhu, kde vystupovala pod jménem Alexis Laree. Trénovala v několika střediskách, aby zlepšila své wrestlerské dovednosti. V červnu 2002 začala pracovat pro TNA a získala si národní pozornost.
V říjnu 2005 podepsala smlouvu s WWE a byla umístěna do storyline s legendou Trish Stratus ve které Mickie hrála její posedlou fanynku, stalkerku – tato storyline trvala skoro rok. Mickie získala slávu a na WrestleManii 22 vyhrála svůj první WWE Women's titul. Svůj druhý titul, Divas, získala na Night of Champions v roce 2009. Z WWE byla propuštěna 22. dubna 2010 a vrátila se zpátky do TNA.

## Hudební kariéra
Její první album Strangers&Angels bylo vydáno 18. května 2010 na iTunes. Dne 2. prosince 2010 vydala Mickie song "Hardcore Country", který také použila jako svůj theme song v TNA. Pro své druhé album se spojila s kampaní Kickstarter, která bude album finančně podporovat. V současné době na tomto album pracuje, mělo by vyjít někdy v roce 2012.

## Ve Wrestlingu
Zakončovací chvaty:
- Cross-legged
- Laree DDT
- Long Kiss Goodnight / Mick Kick
- Mick Kick
- Stratusfaction

Jako manažerka:
- A.J. Styles
- Amazing Red
- Chris Cage
- CM Punk
- Joey Matthews
- Julio Dinero
- Raven
- Tommy Dreamer
- Super Crazy

Přezdívky:
- "Psycho"
- "Piggie James"
- "Ms. Hardcore Country"

Theme songy:
- "Seven Nation Army" od The White Stripes (ROH)
- "Day Dreamin' Fazes" od Kottonmouth Kings (ROH)
- "Ice Breaker" od Jima Johnstona (WWE)
- "Time to Rock and Roll" od Lil Kim (WWE)
- "Obsession" od Jima Johnstona (WWE)
- "Hardcore Country" od Mickie James a Serga Salinase (TNA / AAA)